# Eukelada (mjesec)
Eukelada (također Jupiter XLVII) je prirodni satelit planeta Jupiter, iz grupe Carme. Retrogradni nepravilni satelit s oko 4 kilometra u promjeru i orbitalnim periodom od 735.200 dana.